# Máel Dúin mac Áedo Alláin
Máel Dúin mac Áedo Alláin (mort en 788) est le 4e roi d'Ailech et  Chef du Cenél nEógain une lignée issue des Uí Néill du Nord. Il est le fils d'Áed Allán († 743), un Ard ri Erenn.et règne de 770 à 788.

## Règne
Son oncle, l'Ard rí Niall Frossach (†  778), abdique en 770  et c'est à cette époque que Máel Dúin devient roi d'Ailech. le nouvel Ard ri Erenn, Donnchad Midi mac Domnaill (†  797) du Clan Cholmáin des  Uí Néill du Sud , mène une expédition destinée à affirmer son autorité en 771 et 772. Le meurtre de son autre oncle Conchobar  est relevé en 772.
L'autorité sur le nord de l'Irlande pendant le règne de Donnchad Midi semble avoir été déléguée à la lignée rival du Cenél Conaill en la personne de Domnall mac Áeda Muindeirg (†   804) qui avait obtenu le titre de « Roi du Nord » en 779 selon les annales. En 787 toutefois, Máel Dúin défait Domnall et le Cenél Conaill lors d'un combat et s’empare de la suzeraineté sur le nord. Lors de l'obiit de sa mort en  788, Máel Dúin est désigné par le titre de Roi In Fochla ou Roi du Nord.

## Postérité
Son fils Murchad mac Máele Dúin († 823) sera postérieurement roi d'Ailech mais il a comme successeur direct son cousin Áed Oirdnide mac Neill († 819) qui deviendra Ard ri Erenn en 797.

## Sources
- (en) Ouvrage collectif sous la direction de Edel Bhreathnach, The Kingship and landscape of Tara, Dublin, Four Courts Press, 2005 (ISBN 1-85182-954-7), p. 193-194 & 267-268.
- (en) Francis John Byrne, Irish Kings and High-Kings, Dublin, Courts Press History Classics, 2001 (ISBN 1-85182-196-1).
- (en) Gearóid Mac Niocaill, Ireland before Vikings, Dublin, Gill & Macmillan, 1972 (ISBN 0-7171-0558-X)